# 신년회
신년회(新年會)는 매년 초에 학교, 회사 등에서 행해지는 단체 행사이다. 일반적으로 1년의 시작을 축하하는 행사로, 술을 마시고 다과를 먹으며 서로 새해 인사를 한다. 특히 회사에서는 시무식(始務式)이라고 하여, 신년의 경영 방침 및 목표 등을 정하는 행사를 하기도 한다.
반대로 연말에 하는 행사를 송년회라고 한다.

## 같이 보기
- 송년회